# Het wordt te veel voor Corneel
"Het wordt te veel voor Corneel" was een satirische cursiefjesrubriek geschreven door Guido van Meir die van 1984 tot 2012 in het Belgische blad Humo verscheen. De cursiefjes draaiden rond het fictieve personage Cornelius Bracke. 

## De rubriek
De rubriek "Het wordt te veel voor Corneel" liep van 1984 tot 2012 onafgebroken in het blad Humo. De reeks ging over een oude man, Cornelius Bracke, wiens naam vaak afgekort wordt tot "Corneel". Alle stukken zijn zogezegd door Cornelius Bracke zelf geschreven en gaan vaak over de gebeurtenissen in zijn dorp en zijn omgang met de plaatselijke bewoners. De cursiefjes schetsen een satirisch beeld van de Vlaamse samenleving en pikken ook geregeld in op de actualiteit. 
De cursiefjes rond Corneel worden altijd afgebeeld naast een foto van een oude man met een witte zomerpet, bril met hoornen montuur en strikje. De identiteit van deze man is onbekend. Van Meir vond de afbeelding naar eigen zeggen in het Humo-archief, in de map ""Hommes"".

## Cornelius Bracke
Cornelius Bracke is een oude man die zich uitdrukt in archaïsche en oubollige taal. In zijn rubriek schrijft hij openhartig wat hem persoonlijk ergert aan zijn dorpsbewoners of zaken die hij op televisie heeft gezien. Corneel is zelf echter ook geen perfecte persoon. Hij is een ijdel, verstrooid en overmoedig man, wiens goedbedoelde plannen en initiatieven amper serieus te nemen zijn of volledig in het honderd lopen. Corneel is actief in verschillende verenigingen die meestal in café De Kroon vergaderen. Hij koestert een grote haat tegen zijn rivaal Freddy Baeckelmans, die voorzitter is van de lokale afdeling van het Davidsfonds. Corneel is getrouwd met Betty en heeft een zoon, David, die gehuwd is met Joëlle en met haar een dochtertje heeft dat Naomi heet (en door Corneel hardnekkig Maori wordt genoemd).

## Status
In 1998 won Van Meir voor zijn rubriek rond Cornelius Bracke de Geuzenprijs. 
In 2009 bracht Van Meir een boek uit, Wees gul met uw organen, waarin hij een bloemlezing bracht uit 25 jaar cursiefjes rond Corneel. Rond dezelfde tijd, in 2009-2010, werd er ook een toneelbewerking van Corneel op de planken gebracht, waarbij Bob De Moor in een theatermonoloog de rol van Bracke speelde.